# Wadym Melnyk
Wadym Wasylowycz Melnyk, ukr. Вадим Васильович Мельник (ur. 16 maja 1980 w Niemowiczach, obwodzie rówieńskim) – ukraiński piłkarz, grający na pozycji obrońcy, a wcześniej napastnika.

## Kariera piłkarska

### Kariera klubowa
Karierę piłkarską rozpoczął 26 sierpnia 1997 w składzie Weresu Równe. Na początku 1999 przeszedł do Borysfena Boryspol, w barwach którego 12 lipca 2003 rozegrał pierwszy mecz w Wyższej lidze. Zimą 2005 przeniósł się do Metałurha Donieck. Jesienią 2005 został wypożyczony do Tawrii Symferopol. W przerwie zimowej sezonu 2007/08 został piłkarzem Illicziwca Mariupol, w którym pełnił również funkcje kapitana drużyny. W 2011 przeszedł do Bukowyny Czerniowce. Latem 2012 został zaproszony do Desny Czernihów. Po zakończeniu sezonu 2017/18 postanowił zakończyć karierę piłkarza.

## Sukcesy i odznaczenia

### Sukcesy klubowe
- brązowy medalista Mistrzostw Ukrainy: 2005
- wicemistrz Ukraińskiej Pierwszej Lihi: 2003
- mistrz Ukraińskiej Drugiej Lihi: 2000